# Marian Rudnyk
Marian Rudnyk est un astronome américain d'origine ukrainienne.

## Biographie
Le Centre des planètes mineures le crédite de la découverte de trois astéroïdes, toutes effectuées 1986.
En 1994, à la suite de la réduction du financement de la NASA, il quitte la carrière d'astronome pour entrer dans le monde du cinéma en tant que créateur d'effets spéciaux,,.
| (4601) Ludkewycz | 3 juin 1986   |
| (26090) 1986 PU1 | 1er août 1986 |
| (58145) Gus      | 1er août 1986 |